# Geografija Kosova
Kosovo je majhno in celinsko ozemlje v jugovzhodni Evropi. Država je strateško umeščena v središče Balkanskega polotoka, obdaja jo Črna gora na zahodu, Srbija na severu in vzhodu, Severna Makedonija na jugovzhodu in Albanija na jugozahodu. Nima neposrednega dostopa do morja, vendar se njegove reke iztekajo v tri morja, Jadransko, Egejsko in Črno morje.
Država ima veličastno in kontrastno pokrajino, ki ji določa podnebje, skupaj z geologijo in hidrologijo. Oboje, Prokletije in Šar planina, sta najpomembnejši značilnosti države in hkrati najbolj biotsko raznovrstni območji Kosova. Kar zadeva osrednjo regijo, se planoti Dukagjin in Kosovo raztezata nad zahodom in vzhodom.
Država je zaradi svojih vodnih virov precej bogata država, po njej teče več dolgih in kratkih rek, pa tudi umetnih in naravnih jezer. Večina rek, ki izvirajo na Kosovu, ima ustje zunaj ozemlja države na Jadranu, Egejskem in Črnem morju. Najdaljša reka je Beli Drim (albansko Drini i Bardhë, srbsko Бели Дрим), najkrajša pa Prizrenska Bistrica (albansko Lumëbardhi i Prizrenit ali Bistrica e Prizrenit, srbsko Призренска Бистрица).
Podnebje države je večinoma določeno z njeno geografsko lego na jugovzhodnem delu evropske celine in nanjo močno vplivajo morja na zahodu, jugu in vzhodu. Uživa v kombinaciji celinskega podnebja in mediteranskega podnebja s štirimi izrazitimi letnimi časi.
Za Kosovo je značilno bogastvo rastlinskih in živalskih vrst ter široka paleta ekosistemov in habitatov glede na njegovo razmeroma majhno območje. Biotska raznovrstnost države se ohranja v dveh narodnih parkih in na stotinah drugih zavarovanih območij različnih kategorij. Oddaljena in gozdnata območja naseljujejo predvsem pomembne vrste, ki v južni Evropi hitro postanejo redke, med njimi rjavi medved, volk, ris in planinski orel.

## Meje
Celinska država Kosovo leži v osrčju Balkanskega polotoka v jugovzhodni Evropi. Meji na države Črno goro na zahodu, Srbijo na severu in vzhodu, Severno Makedonijo na jugovzhodu in Albanijo na jugozahodu. Kopensko območje države obsega 10.910 kvadratnih kilometrov, kar je 161. država na svetu po velikosti.
Meja med Kosovom in Albanijo se razteza na skupno 113,551. To mejo močno zaznamujejo Albanske Alpe, gore Koritnik in Gjalica, ki zasedajo ogromno prostorsko površino med državama. Meja med Kosovom in Severno Makedonijo se razteza na skupno 170,772 km. Ta meja je ob jugovzhodnem robu države, pri čemer večji del te meje sledi Šar planini. Meja med Kosovom in Črno goro meri le 79,165 km, in je najkrajša meja v državi. Ta meja je razgibana in gorata, povezana z Albanskimi Alpami. Meja med Kosovom in Srbijo se razprostira na skupno 380,068 km in je ob severnem in vzhodnem robu države.

## Fizična geografija

### Topografija
Državo Kosovo odlikuje izrazita raznolikost pokrajine in reliefa. Topografija je jasno opredeljena z dvema glavnima ravninama, Dukagjini in Kosovo, ki ju vzdolž meja obdajajo gorske verige.
Večina države je gorata in hribovita. Južni in jugovzhodni rob je Šar planina. Albanske Alpe prevladujejo nad zahodnim robom, saj ponujajo najvišjo goro Kosova, Gjeravico. Regija se imenuje Prokletije (albansko Bjeshkët e Nemuna) in spada med najbolj nedostopne gorske verige v Evropi in najbolj divje na Balkanskem polotoku, kar je najbolje opisano v njihovem imenu.
Narodni park Prokletije (Bjeshkët e Nemuna) in narodni park Šar planina sta bila ustanovljena za zaščito pokrajine in naravnega okolja države. Predstavljata najpomembnejše območje vegetacije in biotske raznovrstnosti v državi, saj zagotavljata odlične pogoje za živalske in rastlinske vrste.
Gorovje Kopaonik se razprostira na severnem robu države in se nadaljuje v osrednjo Srbijo. Zanj je značilno mineralno bogastvo, še posebej bogato s svincem in cinkom, zato je ena najbogatejših regij v Evropi. To je posledica raznolikosti njegove geološke strukture, zlasti z novejšo vulkanizacijo v terciarnem obdobju.

### Hidrografija
V mejah države je več opaznih rek in jezer. Odtočni bazen Črnega morja obsega 50,7 % ozemlja države ali 5520 kvadratnih kilometrov, kar je največ na Kosovu. Glavne reke na tem delu sta reki Ibar in Sitnica.
43,5 % ozemlja države obsega drenažni bazen Jadranskega morja. Tu so največje reke, kot je Beli Drim s pritoki Erenik in Lumëbardhi i Decanit. Preostali del pripada drenažnemu bazenu Egejskega morja, kjer je daleč največja reka Lepenec.
Nerodimka je še posebej pomembna, saj predstavlja edini primerek bifurkacije reke, ki se izliva v dve morji, v Črno in Egejsko morje. Bifurkacija reke velja za umetni pojav, vendar je nastala v izredno ugodnih naravnih pogojih.
Številna naravna jezera so v gorskih območjih na različnih višinah, med njimi Gjeravica, Leqinat, Jazhincë in Zemra. Kosovo ima tudi veliko kraških izvirov ter termalnih in mineralnih vodnih izvirov.
Glavna jezera so jezero Gazivoda (380 milijonov m³) na severozahodnem delu, jezero Radoniq (113 milijonov m³) na jugozahodnem delu, jezero Batlava (40 milijonov m³) in jezero Badovc (26 milijonov m³) na severovzhodu. Ostala manjša slikovita jezera so Zemraško jezero, Đeravica in Liqenat.

## Biodiverziteta
Za Kosovo je značilna biotska raznovrstnost in obilje različnih ekosistemov in habitatov z izjemno eksponentno vrednostjo. Leži na križišču več biogeografskih regij in ima zato posebne podnebne, geološke, hidrološke in morfološke razmere.
Kar zadeva fitogeografijo (razširjenost in številčnost rastlin), kopensko območje Kosova leži v borealnem kraljestvu, natančneje v ilirski provinci cirkumborealne regije. Njegovo ozemlje je mogoče razdeliti na štiri kopenske ekoregije palearktičnega eko-območja, med njimi balkanski in dinarski mešani gozdovi.
Kosovo je še posebej bogato z odročnimi in gorskimi pokrajinami, obdarjenimi z gozdovi. V njih živi veliko število živalskih vrst države, vključno s številnimi ogroženimi vrstami. Kosovo je ena redkih držav v Evropi s populacijo redkih vrst, planinski orel, rjavi medved, volk in ris.
Država ima samo dva narodna parka. Narodni park Prokletije (NP Bjeshkët e Nemuna) na zahodnem in jugozahodnem Kosovu je največji v državi. Park obsega 63.028 hektarjev gorskega območja Albanskih Alp. Nacionalni park Šar planina je bil ustanovljen za zaščito spektakularnih pokrajin jugovzhodnega Kosova. Vključuje državno območje Šar planine, ki seka čez pokrajino vzdolž meje med Kosovom in Severno Makedonijo.

### Zavarovana območja
Zavarovana območja na Kosovu so: 2 narodna parka, 11 naravnih rezervatov, 99 naravnih spomenikov in 3 zaščitene krajine. Skupna površina vseh zavarovanih območij v državi je 118.913 hektarjev. Nacionalno politiko upravljanja in vzdrževanja narodnih parkov izvaja Ministrstvo za okolje in prostor.
| Slika | Ime | Površina  | Ustanovljen       | Lega                                                     |
| ----- | --- | --------- | ----------------- | -------------------------------------------------------- |
|       | Narodni park Prokletije Parku Kombëtar Bjeshkët e Nemuna Национални парк Проклетије                                  | 63.028 ha | 13. december 2012 | Geografija Kosova se nahaja v Kosovo · Geografija Kosova |
|       | Narodni park Šar planina Parku Kombëtar Malet e Sharrit Национални Парк Шар Планине                                  | 53.272 ha | 13. december 2012 | Geografija Kosova se nahaja v Kosovo · Geografija Kosova |
|       | Strogi naravni rezervat Popovo prase Rezerva Strikte të Natyrës Maja e Arnenit Строги природни резерват Попово прасе | 30 ha     | 1960              | Geografija Kosova se nahaja v Kosovo · Geografija Kosova |
|       | Strogi naravni rezervat Ošljak Rezerva Strikte të Natyrës Oshlaku Строги природни резерват Ошљак                     | 20 ha     | 1960              | Geografija Kosova se nahaja v Kosovo · Geografija Kosova |

### Rastlinstvo
Gozdno floro Kosova predstavlja 139 vrst, uvrščenih v 63 družin, 35 rodov in 20 vrst. Pomemben je za Balkan kot celoto - čeprav Kosovo predstavlja le 2,3 % območja regije, glede na vegetacijo predstavlja 25 % rastlin in približno 18 % celotne evropske flore . Zaradi mediteranskega podnebja najdemo v gozdovih več rastlin, značilnih za submediteranske regije, vključno: lihopernata rujevina (Pistacia terebinthus), ostrolistni beluš (Asparagus acutifolius), srobot (Clematis flammula) in slak (Convolvulus althaeoides).
Biotska raznovrstnost Kosova je zaradi izpostavljenosti podnebju skozi dolino Belega Drima precej bogata. Gozdovi Šar planine so habitat za 86 vaskularnih rastlin mednarodnega pomena, Prokletije pa 128 endemičnih vrst. Druge rastline gozdov Kosova, ki niso izključno sredozemskega podnebja, so:
- Navadna kalina – Ligustrum vulgare
- Modra anemona – Anemone apennina
- Črni gaber – Ostrya carpinifolia
- Kraški gaber – Carpinus orientalis
- Turška leska – Corylus colurna
- Evropska forsitija – Forsythia europaea

#### Ogrožene vrste
V kosovskih gozdovih je več vrst rastlin, za katere velja, da so ogrožene, kot jih uvršča kosovska agencija za varstvo okolja:
- Beli narcis – Narcissus poeticus
- Didierjev tulipan – Tulipa gesneriana
- Navadna pogačica – Trollius europaeus
- Albanska lilija – Lilium albanicum
- Lilija graeca – Fritillaria graeca
- Nagelj – Dianthus scardicus
- Vulfenija – Wulfenia carinthiaca
- Navadna tisa – Taxus baccata
- Javor – Acer holdreichii
- Hrast – Quercus trojana
- Poljski brest – Ulmus minor

### Živalstvo
Na živalstvo vpliva geografski položaj in razmere, ki ustrezajo več redkim živalim. [10] Na njivah in gričevnatih območjih živijo divje svinje, jeleni, zajci, krokarji, srake, škorci, poljski vrabci, žolne in želve. V gorskih regijah živijo poljske jerebice, prepelice, fazani, veverice, štorklje in številne vrste orlov, jastrebov in drugih ujed. Med redke živali spadajo rjavi medved, volk, srna, ris, divje in gozdne kure. Medvede najdemo predvsem v Šar planini, manj v Albanskih Alpah.
Visoke gore na Kosovu so idealne za bivanje številnih živali. V rekah in jezerih so losos, postrvi, jegulja, gudgeon, som, krap, in druge. Južni del, zlasti občina Dragaši, ima svojo pasmo psov imenovano Qeni i Sharrit, ki jo ima večina ljudi, ki živijo v državi, zahodni del Severne Makedonije in Albanije.
Favna Kosova ima zaradi svojega reliefa, ekoloških dejavnikov in geografske lege veliko vrst. Na celotnem Kosovu je enajst naravnih rezervatov in v njih živijo vrste, kot so: 
- Rjavi medved – Ursus arctos
- Ris – Lynx lynx
- Gams – Rupicapra rupicapra
- Planinski orel – Aquila chrysaetos
- Divji petelin – Tetrao urogallus
- Bela štorklja – Ciconia ciconia
- Južna postovka – Falco naumanni
- Modras – Vipera ammodytes
- Hišna miš – Mus musculus
- Navadni polh – Glis glis

## Podnebje
Kosovo se nahaja med Sredozemskim morjem in gorskimi regijami jugovzhodne Evrope, na Balkanskem polotoku. Ta geografska lega državi daje veliko letno temperaturno območje. Poletne najvišje temperature lahko dosežejo +30 ° C, zimske pa najnižje kot -10 ° C. Glede na Strahlerjevo klasifikacijsko karto podnebje na Kosovu velja za vlažno celinsko. Država doživlja topla poletja in hladne in snežne zime.
Na klimatsko območje doline Ibar vplivajo celinske zračne mase. Zaradi tega so v tem delu regije zime hladnejše s srednjimi temperaturami nad −10 ° C, včasih pa tudi do -26 ° C. Poletja so zelo vroča s povprečnimi temperaturami od 20 ° C, včasih tudi do 37 ° C. Za to območje je značilno suho podnebje in skupno letno približno 600 mm padavin. Na klimatsko območje Metohije, ki vključuje porečje reke Beli Drim, zelo vplivajo mase vročega zraka, ki prečkajo Jadransko morje. Srednje temperature pozimi se gibljejo od 0,5 ° C do včasih 22,8 ° C. Povprečna letna količina padavin na tem podnebnem območju je približno 700 mm na leto. Za zimo so značilne močne snežne padavine. Za podnebje v gorah in gozdnih delih je značilna gozdna klime, ki je povezana z obilnimi nalivi (900 do 1300 mm) na leto) in poletji, ki so zelo kratka in hladna in zimami, ki so hladne in z veliko snega.